# Джим Корбет
Едуард Джеймс „Джим“ Корбет (на английски: Edward James „Jim“ Corbett, 25 юли 1875, Наинитал, Индия – 19 април 1955, Ниери, Кения) е английски ловец, природозащитник, натуралист и писател.
Прочува се като ловец на хищници-човекоядци и е автор на няколко книги за природата на Индия.

## Биография
Още като момче Корбет опознава превъзходно живота в джунглите и навиците на дивите животни. Любовта към природата и животните става негова страст за цял живот.
Корбет имал чин полковник от британската армия в Индия и многократно е бил канен от правителството на Обединените провинции да преследва и унищожава тигри и леопарди човекоядци. От 1907 до 1938 г. той убива 33 човекоядеца, за които са твърди, че са причинили смъртта на общо над 1200 души. За тези си действия, често свързани с голям риск за живота му, Корбет заслужава огромното уважение на местните жители в областите Кумаон и Гархвал (днес в щата Утаракханд), мнозина от които го смятат за садху (свят човек).
Корбет полага много усилия и за съхраняване дивата природа на Индия. С негови усилия са създадени няколко резервата и природни паркове, един от които е наречен през 1957 г. на негово име.
Джим Корбет става широко известен с книгите си, в които описва лова на хищници-човекоядци и природата на Индия. Първата книга от тях е „Човекоядците от Кумаон“ (1944).

## Книги на Джим Корбет, издадени в България
- Човекоядците от Кумаон, Земиздат, 1968.
- Човекоядците от Кумаон, Земиздат, 1981.
- Човекоядците от Кумаон: В джунглите на Индия, Вакон, 2008.
- Леопардът от Рудрапраяг, Народна култура, 1974.